# Diopsis atromicans
Diopsis atromicans är en tvåvingeart som beskrevs av Speiser 1910. Diopsis atromicans ingår i släktet Diopsis och familjen Diopsidae.
Artens utbredningsområde är Tanzania. Inga underarter finns listade i Catalogue of Life.